# Silent Jealousy
《Silent Jealousy》是日本乐队X（后改名X JAPAN）的第6张单曲，發行於1991年9月11日。此曲也是X首次登上NHK红白歌合战所演奏的歌曲。
曲子從Yoshiki稍微安靜的鋼琴獨奏開始，接著引進帶有速度金屬要素的演奏。
單曲B面中收錄的是編曲稍做改變的《Sadistic Desire (Alternate Version)》。
澳洲樂團Lord在2007年發行在日本的專輯Ascendence，也翻唱了《Silent Jealousy》作為Bonus曲，演唱者為Hideaki Niwa。
芬蘭力量金屬樂團極光奏鳴曲樂團也曾在演唱會中翻唱過一小段
在歌迷投票49首曲目精選專輯Fan's Selection中，以11,051票位居歌迷心目中的第二名。

## 曲目
| 曲序 | 曲目                                | 作曲    | 时长 |
| ---- | ----------------------------------- | ------- | ---- |
| 1.   | Silent Jealousy                     | Yoshiki | 7:19 |
| 2.   | Sadistic Desire (Alternate Version) | Hide    | 6:05 |